# Ricard Casas (astrónomo)
| Asteroides descubiertos: 2 | Asteroides descubiertos: 2 | Asteroides descubiertos: 2 |
| -------------------------- | -------------------------- | -------------------------- |
| (44103) Aldana             | 4 de abril de 1998         |                            |
| (59837) 1999 RP44          | 3 de septiembre de 1999    | junto con C. Zurita        |

Ricard Casas es un astrónomo y descubridor de asteroides español.

## Biografía
El Centro de Planetas Menores lo acredita con el descubrimiento de dos asteroides, realizados entre 1998 y 1999, en el Observatorio del Teide, uno de ellos junto a Cristina Zurita.